# تپه نوزله
تپه نوزله مربوط به سدهٔ ۸–۶ ه.ق - دوره ساسانیان است و در شهرستان پیرانشهر، بخش لاجان، دهستان لاهیجان شرقی، روستای خورنج واقع شده و این اثر در تاریخ ۲۵ آبان ۱۳۸۷ با شمارهٔ ثبت ۲۳۵۲۱ به‌عنوان یکی از آثار ملی ایران به ثبت رسیده است.